# Greklands U17-herrlandslag i fotboll
Greklands U17-herrlandslag i fotboll är ett landslag för grekiska fotbollsspelare, 17 år gamla eller yngre vid den tidpunkt då ett kvalspel till en europeisk U17-turnering inleds. Coacherna för laget är Theodoros Pahatouridis och Panagiotis Molakidis.

## Historia
- EM 1985: Tvåa
- EM 1991: Trea
- EM 1996: Fyra
- EM 2000: Fyra